# Giulia Rossi-Bene
Giulia Rossi-Bene (Sallanches, 5 novembre 2006) è una nuotatrice francese, specializzata nello stile libero.

## Biografia
La sua squadra di club è il Dauphins d’Annecy.
Si è messa in evidenza agli europei giovanili di Otopeni 2022 ha vinto l'oro nella staffetta 4x100 m misti femminile e in quella 4x100 m misti mista, nonché l'argento nella staffetta 4x100 m stile libero femminile.
All'età di sedici anni è stata convocata ai campionati europei di nuoto di Roma 2022, durante i quali ha vinto la medaglia d'argento nella staffetta mista 4x200 m stile libero, assieme a Wissam-Amazigh Yebba, Charlotte Bonnet, Hadrien Salvan, Roman Fuchs e Lucile Tessariol, senza scendere in acqua nella finale.

## Palmarès
- Europei

Roma 2022: argento nella 4x200m sl mista.
- Europei giovanili

Otopeni 2022: oro nella 4x100m misti e nella 4x100m misti mista, argento nella 4x100m sl.
Belgrado 2023: argento nella 4x100m misti, bronzo nella 4x200m sl e nella 4x100m sl mista.
Vilnius 2024: argento nella 4x100m sl e nella 4x100m misti, bronzo nella 4x100m sl mista.